# Diphyus altissimus
Diphyus altissimus är en stekelart som först beskrevs av Bauer 1941.  Diphyus altissimus ingår i släktet Diphyus och familjen brokparasitsteklar. Inga underarter finns listade i Catalogue of Life.